# Aphaenogaster messoroides
Aphaenogaster messoroides é uma espécie de inseto do gênero Aphaenogaster, pertencente à família Formicidae.